# 普林策河
46°12′36″N 7°19′17″E / 46.21012°N 7.32143°E

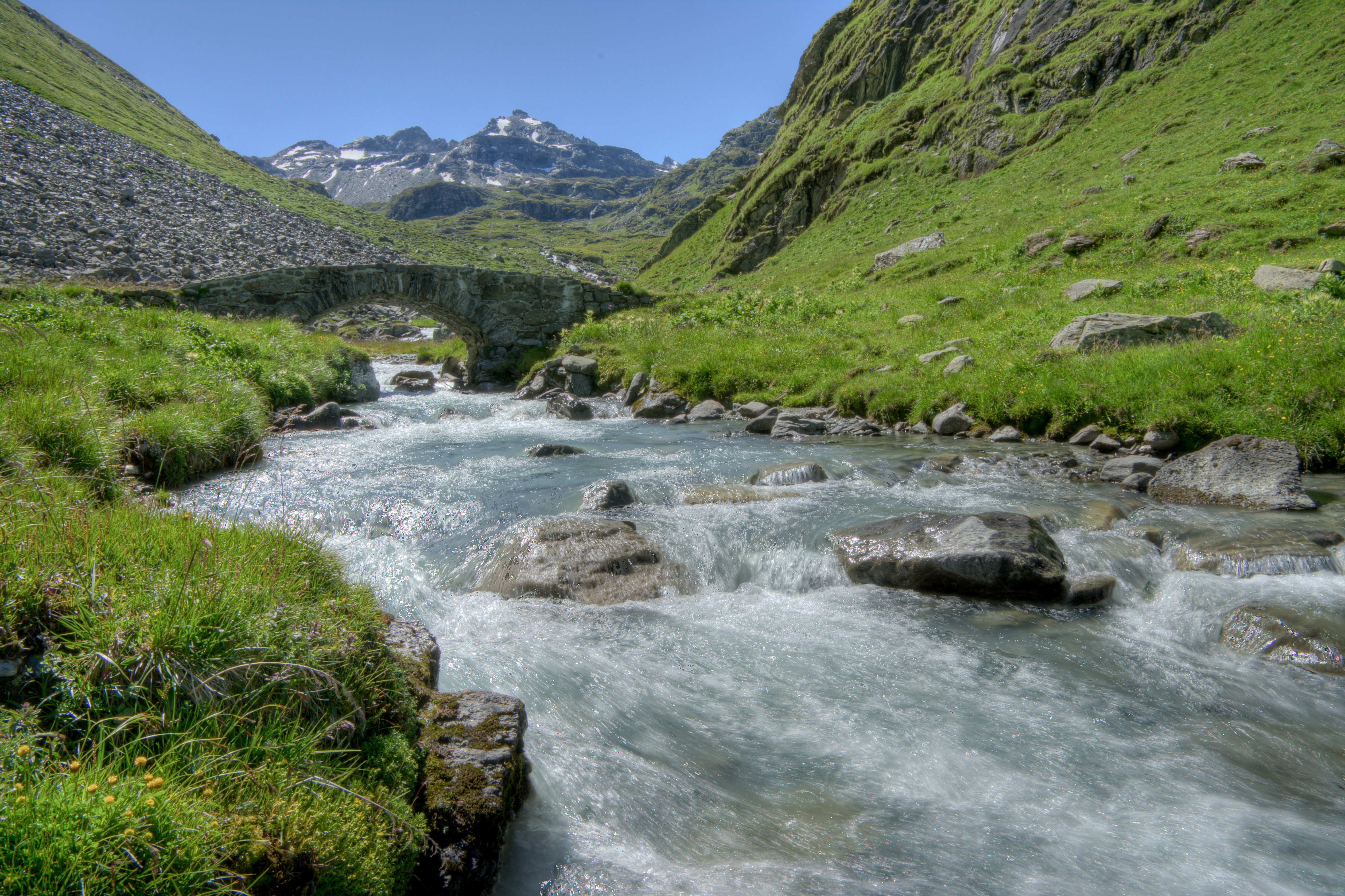

普林策河是瑞士的河流，位於該國西南部，流經瓦萊州，屬於羅訥河的支流，河道全長14.8公里，流域面積72.1平方公里，發源自克洛伊松湖附近。